# 스파타 (밴드)
스파타(Sparta)는 미국의 록 밴드이다.

## 같이 보기
- 더 마스 볼타